# 四條畷市歌「いま ここに」
四條畷市歌「いま ここに」（しじょうなわてしか いま ここに）は、日本の大阪府四條畷市が制定した市歌である。作詞は金堀則夫、補作詞は島田陽子、作曲はキダ・タロー。

## 解説
1970年（昭和45年）に市制を施行した四條畷市では、昭和末期の時点で大阪府内のほとんどの市が市歌を制定していた中で隣接する交野市や大東市と共に市歌を持たない状態であった。
1990年（平成2年）に市制施行20周年記念事業として歌詞の懸賞募集を実施し、詩人の金堀紀夫による応募作が島田陽子による補作を経て採用された。作曲はコマーシャルソングの名手として知られるキダ・タローに依頼されたものだが、キダは「桜井の別れ」の故事で知られ四條畷神社に「小楠公」として祀られている楠木正行の存在から当地に思い入れがあり、市歌の作曲依頼を快諾したとされる。
四條畷市役所では始業・終業時に庁内放送で市歌を演奏しており、正午には防災無線を通じて1番を流している。